# 天神橋通り
天神橋通り（てんじんばしどおり）は、福島県福島市の市街地を横断する道路の通称。天神橋を通ることからその名前で親しまれている。

## 概要
福島市道矢剣町・鳥谷下町線が天神橋通り及び都市計画道路矢剣町渡利線が該当する。福島市道矢剣町・鳥谷下町線は過去に荒町小倉寺線という正式名称であった。
八木田橋東詰から南東に折れ矢剣町の片側一車線区間を通る。矢剣町ガード西から両側車線に入り奥州街道荒町交差点や天神橋を通る。天神橋東詰以東から国道4号福島南バイパス合流までは片側一車線通行に戻りクランク地点が存在する狭い道路が通っている。福島南バイパス以東から渡利中学校前を越し渡利総鎮守の春日神社を通り、最終的には花見山公園入口停留所に至る。
ちなみに天神橋通りは福島駅から花見山公園まで徒歩および自転車移動の最短ルートでもある（乗用車等では都市計画道路未整備区間の為、国道4号福島南バイパス交流付近で直進できず迂回を強いられる区間あり）。

## 歴史

### 荒町小倉寺線時代
福島市制よりも昔、1906年の福島町時代に「荒町小倉寺線」の整備計画が持ち上がる。「松葉館南より荒町を貫き矢剣に至り更に北に折れて太田に出づる350間」という内容である。これにより八木田橋東詰から荒町東交差点まで市街地を横断できる片側一車線の道路が整備された。現在、荒町交差点前で北方の奥州街道中町方面から西方の天神橋通り清明町方面に右折禁止なのは片側一車線時代の名残である。

### 天神橋架橋・都市計画道路
1953年夏期に地元の荒町、柳町および対岸の渡利住民の強い要望により荒町小倉寺線（現：矢剣町鳥谷下町線）の更なる拡張と天神橋架橋の計画実施に至った。1964年9月、荒町東エリアから天神橋および渡利天神までの整備が完了し、1964年10月3日に供用開始した。
1990年から既存の完成区間を活かしつつの市街地を東西交通の円滑化を図る「都市計画道路矢剣町渡利線」の事業化が開始された。天神橋を中心に東へ渡利中学校東側まで、西へ岳陽中学校入口まで車両のみならず歩行者や軽車両まで安全に通行できる車幅の道路拡張計画が始まる。
今回は沿線の用地取得だけではなくJR東北本線高架橋下を通る矢剣町ガードの再整備も含まれていたため長い年月を有することになった。 2003年9月未明、矢剣町ガード交差点から清明町西側区間の供用開始した。更に2011年4月29日、清明町東側から荒町交差点区間の供用開始された。

### 未開通区間
起点の岳陽中学校入口から矢剣町ガード交差点（以下「矢剣町工区」）、渡利天神交差点から国道4号南バイパス交差部、国道4号南バイパス交差部から終点の渡利中学校東側の順に整備されていく予定である。矢剣町工区の測量試験及び用地補償が2015年度に予定されており数年で用地取得に着手予定。渡利方面に関しては矢剣町工区やその他の都市計画道路の着工を優先しているため全く目途が立っていないのが現状である。

## 交差する主な道路
- 福島市道方木田・太田町線（福島駅西通り） - 矢剣町ガード交差点

（矢剣町ガード）
- 福島市道早稲町・清明町1号線（福島駅東通り） - 清明町交差点
- 福島県道148号水原福島線（奥州街道） - 荒町交差点
- 福島市道中町・柳町線（密語橋通り） - 荒町東交差点

（天神橋）
- 福島県道309号岡部渡利線 - 渡利天神交差点
- 国道4号（福島南バイパス） - 天神渡交差点
- 国道114号（川俣街道） - 渡利中学校入口交差点

## 沿線
西から東の順番に記載
- 八木田橋
- 福島市立岳陽中学校
- 福島ガス
- 福島県建設業協会
- 福島市消防団第五支団
- 飯舘電力福島事務所
- 杉妻会館
- 御倉邸
- FTVカルチャーセンター
- 福島リビング新聞社 - FTVカルチャーセンター内
- 福島市立渡利中学校
- 春日神社